# Microssigenazione
Tecnica in cui piccole quantità di ossigeno vengono somministrate al vino (sia rosso che bianco) in modo lento e continuo, attraverso le pareti delle barrique o della botte oppure tramite un apposito macchinario, il microssigenatore, al fine di innescare reazioni che portano al miglioramento organolettico del vino.
I tannini presenti nel vino rosso reagiscono tra di loro, polimerizzandosi, oppure con gli antociani(la sostanza colorante) in presenza di acetaldeide (prodotta dall'etanolo in presenza di ossigeno) portando rispettivamente a una diminuzione della sensazione di astringenza e alla stabilizzazione del colore.
È uno strumento utile per regolare il potenziale di ossidoriduzione del vino, sia rosso che bianco, al fine di evitare fenomeni di riduzione troppo spinta e insorgenza di idrogeno solforato (sentore di uova marce).
È molto importante che l'inoculazione di ossigeno sia effettuata con la massima linearità e costanza e con bolle di diametro più piccolo possibile, in quanto eventuali sbuffi o bolle troppo grandi possono causare eccessi di deposito in superficie e dare origine a fenomeni di ossidazione locale che possono poi causare alterazioni del prodotto.
Apparecchiature adeguate a tale funzione sono i cosiddetti micro ossigenatori, realizzati con varie metodologie, dalle più semplici e meno precise a sofisticati sistemi elettronici che grazie ad opportune soluzioni meccaniche e sensoristiche riescono a dosare le quantità previste dalla tecnica (da pochi decimi a qualche mg per litro di prodotto da trattare) nelle modalità di rilascio previste dalle varie esigenze enologiche.
In fase di affinamento risulta indispensabile un rilascio lento e costante mentre in alcune fasi applicative (es. fermentazione) risulta invece molto più efficace un rilascio discontinuo consistente in una dose predeterminata rilasciata in un tempo breve (dosaggio normalmente chiamato: "singola dose").
Le caratteristiche essenziali di un micro-ossigenatore di qualità sono sicuramente la capacità di poter rilasciare in modo costante e con la stessa precisione e affidabilità sia quantità ridottissime che quantità imponenti di ossigeno. Tale risultato è ottenibile esclusivamente tenendo sotto controllo opportunamente tutte le grandezze in gioco nel processo e compensandone in tempo reale le relative variazioni.
La tecnica della micro-ossigenazione è oggi un prezioso strumento applicativo che permette di ottenere risultati enologici importanti sia in fase fermentativa, permettendo un corretto svolgimento della fermentazione e della attività dei lieviti anche senza dover ricorrere a complicati rimontaggi all'aria, che in fase post-fermentativa e affinamento, fissaggio del colore, riduzione astringenza tannica, raggiungimento obbiettivi enologici per vini di qualità destinati ad un lungo invecchiamento o al contrario alla preparazione di vini destinanti ad un consumo pronto .